# Anthicus sacramento
Anthicus sacramento là một loài bọ cánh cứng thuộc họ Anthicidae. Nó là loài đặc hữu của Hoa Kỳ.